# Wildwasserrennsport-Europameisterschaften 2017
Die 11. Kanu-Wildwasserrennsport-Europameisterschaften fanden vom 11. bis 14. Mai 2017 statt. Sie wurden in der mazedonischen Hauptstadt Skopje auf dem Vardar ausgetragen. Erfolgreichste Nation war die Tschechische Republik. Das deutsche Team konnte das erfolgreiche Abschneiden bei den Wildwasserrennsport-Europameisterschaften 2015 bei weitem nicht wiederholen. Auf der Classicstrecke konnten fünf Medaillen, davon eine goldene, gewonnen werden. Im Sprint wurde gar nur eine Medaille gewonnen. Ein Grund lag darin, dass das deutsche Team aus Kostengründen nur mit einer kleinen Delegation anreiste.

## Nationenwertung Gesamt
| Platz  | Land        | Gold | Silber | Bronze | Gesamt |
| ------ | ----------- | ---- | ------ | ------ | ------ |
| 1      | Tschechien  | 7    | 4      | 3      | 14     |
| 2      | Frankreich  | 5    | 7      | 7      | 19     |
| 3      | Italien     | 3    | 3      | 5      | 11     |
| 4      | Slowenien   | 3    | 2      | 1      | 6      |
| 5      | Deutschland | 1    | 3      | 2      | 6      |
| 6      | Schweiz     | 1    | -      | 1      | 2      |
| 7      | Niederlande | -    | 1      | -      | 1      |
| 8      | Kroatien    | -    | -      | 1      | 1      |
| Gesamt | Gesamt      | 20   | 20     | 20     | 60     |

Im Einzelnen wurden folgende Ergebnisse erzielt.

## Classic
Die Classic-Wettbewerbe fanden am 11. und 12. Mai statt.

### Nationenwertung Classic
| Platz  | Land        | Gold | Silber | Bronze | Gesamt |
| ------ | ----------- | ---- | ------ | ------ | ------ |
| 1      | Tschechien  | 6    | 1      | 2      | 9      |
| 2      | Deutschland | 1    | 3      | 1      | 5      |
| 3      | Italien     | 1    | 2      | 2      | 5      |
| 4      | Slowenien   | 1    | 1      | -      | 2      |
| 5      | Schweiz     | 1    | -      | -      | 1      |
| 6      | Frankreich  | -    | 2      | 5      | 7      |
| 7      | Niederlande | -    | 1      | -      | 1      |
| Gesamt | Gesamt      | 10   | 10     | 10     | 30     |

## Einzelwettbewerbe

### Einer-Kajak Männer
| Platz | Sportler                            | Land        | Zeit          |
| ----- | ----------------------------------- | ----------- | ------------- |
| 1     | Nico Paufler (Rosenheim)            | Deutschland | 11:18,54 Min. |
| 2     | Simon Oven                          | Slowenien   | 11:22,34 Min. |
| 3     | Jean Paul                           | Frankreich  | 11:27,59 Min. |
| 4     | Andreas Heilinger (Köln)            | Deutschland | 11:29,36 Min. |
| -     | -                                   | -           |               |
| 6     | Finn Hartstein (Düsseldorf/Hamburg) | Deutschland | 11:31,06 Min. |
| 14    | Björn Beerschwenger (Köln)          | Deutschland | 11:53,99 Min. |

### Einer-Kajak Frauen
| Platz | Sportler                          | Land        | Zeit          |
| ----- | --------------------------------- | ----------- | ------------- |
| 1     | Klara Hricova                     | Tschechien  | 12:31,30 Min. |
| 2     | Eef Haaze                         | Niederlande | 12:31,75 Min. |
| 3     | Mathilde Rosa                     | Italien     | 12:40,39 Min. |
| -     | -                                 | -           | -             |
| 10    | Sabine Füsser (Siegburg/Augsburg) | Deutschland | 13:04,88 Min. |

### Einer-Canadier Männer
| Platz | Sportler                      | Land        | Zeit          |
| ----- | ----------------------------- | ----------- | ------------- |
| 1     | Ondřej Rolenc                 | Tschechien  | 12:45,26 Min. |
| 2     | Vladimir Slanina              | Tschechien  | 12:53,23 Min. |
| 3     | Antonin Hales                 | Tschechien  | 12:56,82 Min. |
| -     | -                             | -           | -             |
| 5     | Normen Weber (Brühl/Augsburg) | Deutschland | 13:03,54 Min. |
| 6     | Tim Heilinger (Köln)          | Deutschland | 13:08,75 Min. |
| 8     | Janosch Sülzer (Brühl)        | Deutschland | 13:12,78 Min. |

### Einer-Canadier Frauen
| Platz | Sportler            | Land       | Zeit          |
| ----- | ------------------- | ---------- | ------------- |
| 1     | Sabine Eichenberger | Schweiz    | 14:07,27 Min. |
| 2     | Cecilia Panato      | Italien    | 14:08,85 Min. |
| 3     | Karolina Paloudova  | Tschechien | 14:17,03 Min. |

### Zweier-Canadier Männer
| Platz | Sportler                                  | Land       | Zeit          |
| ----- | ----------------------------------------- | ---------- | ------------- |
| 1     | Daniel Suchanek / Ondřej Rolenc           | Tschechien | 12:40,94 Min. |
| 2     | Tim Heilinger / Normen Weber (Köln/Brühl) | Frankreich | 12:45,99 Min. |
| 3     | Stéphane Santamaria / Quentin Dazeur      | Frankreich | 12:46,25 Min. |

### Zweier-Canadier Frauen
| Platz | Sportler                          | Land       | Zeit          |
| ----- | --------------------------------- | ---------- | ------------- |
| 1     | Alice Panato / Cecilia Panato     | Italien    | 14:16,31 Min. |
| 2     | Mathilde Rosa / Marlene Ricciardi | Italien    | 14:22,27 Min. |
| 3     | Cindy Coat / Manon Durand         | Frankreich | 14:32,39 Min. |

### Nationenwertung Classic-Einzel
| Platz  | Land        | Gold | Silber | Bronze | Gesamt |
| ------ | ----------- | ---- | ------ | ------ | ------ |
| 1      | Tschechien  | 3    | 1      | 2      | 6      |
| 2      | Italien     | 1    | 2      | 1      | 4      |
| 3      | Deutschland | 1    | 1      | -      | 2      |
| 4      | Schweiz     | 1    | -      | -      | 1      |
| 5      | Niederlande | -    | 1      | -      | 1      |
|        | Slowenien   | -    | 1      | -      | 1      |
| 7      | Frankreich  | -    | -      | 3      | 3      |
| Gesamt | Gesamt      | 6    | 6      | 6      | 18     |

## Teamwettbewerbe

### Kajak-Einer Männer
| Platz | Land        | Sportler                                          | Zeit          |
| ----- | ----------- | ------------------------------------------------- | ------------- |
| 1     | Slowenien   | Nejc Žnidarčič / Simon Oven / Anze Urankar        | 11:25,67 Min. |
| 2     | Deutschland | Andreas Heilinger / Nico Paufler / Finn Hartstein | 11:26,21 Min. |
| 3     | Frankreich  | Paul Graton / Damien Guyonnet / Jean Paul         | 11:34,95 Min. |

### Kajak-Einer Frauen
| Platz | Land       | Sportler                                             | Zeit          |
| ----- | ---------- | ---------------------------------------------------- | ------------- |
| 1     | Tschechien | Klara Hricova / Babora Bayerova / Karolina Paloudova | 12:56,22 Min. |
| 2     | Frankreich | Phenicia Dupras / Claire Bren / Lise Vinet           | 13:17,06 Min. |
| 3     | Italien    | Mathilde Rosa / Giulia Formenton / Beatrice Grasso   | 13:46,44 Min. |

### Einer-Canadier Männer
| Platz | Land        | Sportler                                         | Zeit          |
| ----- | ----------- | ------------------------------------------------ | ------------- |
| 1     | Tschechien  | Ondřej Rolenc / Antonin Hales / Vladimir Slanina | 12:55,69 Min. |
| 2     | Deutschland | Normen Weber / Tim Heilinger / Janosch Sülzer    | 12:59,07 Min. |
| 3     | Frankreich  | Theo Viens / Quentin Dazeur / Ancelin Gourjault  | 13:11,78 Min. |

### Zweier-Canadier Männer
| Platz | Land        | Sportler                                                                                        | Zeit          |
| ----- | ----------- | ----------------------------------------------------------------------------------------------- | ------------- |
| 1     | Tschechien  | Marek Rygel/Petr Veselý / Daniel Suchanek/Ondřej Rolenc / Filip Jelinek/Vaclav Kristek          | 12:54,07 Min. |
| 2     | Frankreich  | Louis Lapointe/Tony Debray / Damien Mareau/Pierre Troubady / Stéphane Santamaria/Quentin Dazeur | 13:04,57 Min. |
| 3     | Deutschland | René Brücker/Tim Heilinger / Normen Weber/Nico Paufler / Janosch Sülzer/Björn Beerschwenger     | 14:03,50 Min. |

### Nationenwertung Classic-Mannschaft
| Platz  | Land        | Gold | Silber | Bronze | Gesamt |
| ------ | ----------- | ---- | ------ | ------ | ------ |
| 1      | Tschechien  | 3    | -      | -      | 2      |
| 2      | Slowenien   | 1    | -      | -      | 1      |
| 3      | Frankreich  | -    | 2      | 1      | 3      |
| 4      | Deutschland | -    | 1      | 1      | 2      |
| 5      | Italien     | -    | -      | 1      | 1      |
| Gesamt | Gesamt      | 4    | 4      | 4      | 12     |

### Nationenwertung Sprint
| Platz  | Land        | Gold | Silber | Bronze | Gesamt |
| ------ | ----------- | ---- | ------ | ------ | ------ |
| 1      | Frankreich  | 5    | 5      | 2      | 12     |
| 2      | Italien     | 2    | 1      | 3      | 6      |
| 3      | Slowenien   | 2    | 1      | 1      | 4      |
| 4      | Tschechien  | 1    | 3      | 1      | 5      |
| 5      | Deutschland | -    | -      | 1      | 1      |
|        | Schweiz     | -    | -      | 1      | 1      |
|        | Kroatien    | -    | -      | 1      | 1      |
| Gesamt | Gesamt      | 10   | 10     | 10     | 30     |

## = Einzelwettbewerbe

#### Einer-Kajak Männer
| Platz | Land                                | Sportler    | Zeit       |
| ----- | ----------------------------------- | ----------- | ---------- |
| 1     | Vid Debeljak                        | Slowenien   | 39,36 Sek. |
| 2     | Nejc Žnidarčič                      | Tschechien  | 39,53 Sek. |
| 3     | Anze Urankar                        | Slowenien   | 40,02 Sek. |
| -     | -                                   | -           | -          |
| 9     | Finn Hartstein (Düsseldorf/Hamburg) | Deutschland | 41,51 Sek. |
| 10    | Björn Beerschwenger (Köln)          | Deutschland | 41,93 Sek. |
| 18    | Andreas Heilinger                   | Deutschland |            |
| 21    | Nico Paufler                        | Deutschland |            |

#### Einer-Kajak Frauen
| Platz | Land           | Sportler    | Zeit       |
| ----- | -------------- | ----------- | ---------- |
| 1     | Bren Claire    | Frankreich  | 44,52 Sek. |
| 2     | Lisa Vinet     | Frankreich  | 44,70 Sek. |
| 3     | Melanie Mathys | Schweiz     | 45,30 Sek. |
| -     | -              | -           | -          |
| 13    | Sabine Füsser  | Deutschland |            |

#### Einer-Canadier Männer
| Platz | Land                          | Sportler    | Zeit       |
| ----- | ----------------------------- | ----------- | ---------- |
| 1     | Vladimir Slanina              | Tschechien  | 43,94 Sek. |
| 2     | Quentin Dazeur                | Frankreich  | 43,98 Sek. |
| 3     | Luka Obadic                   | Kroatien    | 55,82 Sek. |
| -     | -                             | -           | -          |
| 8     | Normen Weber (Brühl/Augsburg) | Deutschland | 44,96 Sek. |
| 13    | Tim Heilinger (Köln)          | Deutschland |            |
| 22    | Janosch Sülzer (Brühl)        | Deutschland |            |

#### Einer-Canadier Frauen
| Platz | Land              | Sportler   | Zeit       |
| ----- | ----------------- | ---------- | ---------- |
| 1     | Marlene Ricciardi | Italien    | 51,90 Sek. |
| 2     | Cecilia Panato    | Italien    | 52,27 Sek. |
| 3     | Cindy Coat        | Frankreich | 52,58 Sek. |

#### Zweier-Canadier Männer
| Platz | Land                                 | Sportler    | Zeit       |
| ----- | ------------------------------------ | ----------- | ---------- |
| 1     | Tony Debray / Louis Lapointe         | Frankreich  | 41,88 Sek. |
| 2     | Stéphane Santamaria / Quentin Dazeur | Frankreich  | 42,52 Sek. |
| 3     | Damien Mareau / Pierre Troubady      | Frankreich  | 42,68 Sek. |
| -     |                                      |             |            |
| 6     | René Brücker / Normen Weber          | Deutschland | 44,27 Sek. |

#### Zweier-Canadier Frauen
| Platz | Land                              | Sportler   | Zeit       |
| ----- | --------------------------------- | ---------- | ---------- |
| 1     | Alice Panato / Cecilia Panato     | Italien    | 50,76 Sek. |
| 2     | Cindy Coat / Manon Durand         | Frankreich | 51,14 Sek. |
| 3     | Mathilde Rosa / Marlene Ricciardi | Italien    | 52,35 Sek. |

#### Nationenwertung Sprint-Einzel
| Platz  | Land       | Gold | Silber | Bronze | Gesamt |
| ------ | ---------- | ---- | ------ | ------ | ------ |
| 1      | Frankreich | 2    | 4      | 2      | 8      |
| 2      | Italien    | 2    | 1      | 1      | 4      |
| 3      | Slowenien  | 1    | 1      | 1      | 3      |
| 4      | Tschechien | 1    | -      | -      | 1      |
| 5      | Schweiz    | -    | -      | 1      | !      |
|        | Kroatien   | -    | -      | 1      | 1      |
| Gesamt | Gesamt     | 6    | 6      | 6      | 18     |

## Teamwettbewerbe

### Einer-Kajak Männer
| Platz | Land        | Sportler                                                 | Zeit       |
| ----- | ----------- | -------------------------------------------------------- | ---------- |
| 1     | Slowenien   | Nejc Žnidarčič / Anze Urankar / Vid Debeljak             | 42,49 Sek. |
| 2     | Frankreich  | Paul Graton / Damien Guyonnet / Jean Paul                | 54,61 Sek. |
| 3     | Tschechien  | Filip Hric / Richard Hala / Kamil Mruzek                 | 55,11 Sek. |
| 2     | Deutschland | Björn Beerschwenger / Finn Hartstein / Andreas Heilinger | 47,01 Sek. |

### Einer-Kajak Frauen
| Platz | Land       | Sportler                                               | Zeit       |
| ----- | ---------- | ------------------------------------------------------ | ---------- |
| 1     | Frankreich | Phenicia Dupras / Claire Bren / Lise Vinet             | 47,98 Sek. |
| 2     | Tschechien | Eliska Capakova / Babora Bayerova / Karolina Padourova | 48,84 Sek. |
| 3     | Italien    | Cecilia Panato / Giulia Formenton / Beatrice Grasso    | 49,67 Sek. |

### Einer-Canadier Männer
| Platz | Land        | Sportler                                         | Zeit       |
| ----- | ----------- | ------------------------------------------------ | ---------- |
| 1     | Frankreich  | Quentin Dazeur / Theo Viens / Ancelin Gourjault  | 46,16 Sek. |
| 2     | Tschechien  | Ondřej Rolenc / Vladimir Slanina / Antonin Hales | 47,27 Sek. |
| 3     | Deutschland | Normen Weber / Tim Heilinger / Janosch Sülzer    | 47,82 Sek. |

### Einer-Canadier Frauen
Da nur eine Mannschaft am Start war, ist dieses Rennen kein Meisterschaftslauf.
| Platz | Land       | Sportler                                             | Zeit       |
| ----- | ---------- | ---------------------------------------------------- | ---------- |
| 1     | Tschechien | Marie Masinova / Alexandra Plachtova / Klara Hricova | 63,54 Sek. |
| 2     |            |                                                      |            |
| 3     |            |                                                      |            |

### Zweier-Canadier Männer
| Platz | Land        | Sportler | Zeit       |
| ----- | ----------- | --- | ---------- |
| 1     | Frankreich  | Damien Mareau/Pierre Troubady / Louis Lapointe/Toni Debray / Stéphane Santamaria/Quentin Dazeur                | 43,81 Sek. |
| 2     | Tschechien  | Daniel Suchanek/Ondřej Rolenc / Marek Rygel/Petr Veselý / Martin Novak/Antonin Hales                           | 46,94 Sek. |
| 3     | Italien     | Paolo Razzauti/Mattia Quintarelli / Giorgio Dell’Agostino/Davide Maccagnan / Riciardo Fiorese/Francesco Baldan | 49,26 Sek. |
| 4     | Deutschland | René Brücker/Tim Heilinger / Normen Weber/Nico Paufler / Janosch Sülzer/Finn Hartstein                         | 51,89 Sek. |

### Nationenwertung Sprint-Mannschaft
| Platz  | Land        | Gold | Silber | Bronze | Gesamt |
| ------ | ----------- | ---- | ------ | ------ | ------ |
| 1      | Frankreich  | 3    | 1      | -      | 4      |
| 2      | Slowenien   | 1    | -      | -      | 1      |
| 3      | Tschechien  | -    | 3      | 1      | 4      |
| 4      | Italien     | -    | -      | 2      | 1      |
| 2      | Deutschland | -    | -      | 1      | 1      |
| Gesamt | Gesamt      | 4    | 4      | 4      | 12     |